# Glenville (Minnesota)
Glenville ist eine Kleinstadt (mit dem Status „City“) im Freeborn County im US-amerikanischen Bundesstaat Minnesota. Das U.S. Census Bureau hat bei der Volkszählung 2020 eine Einwohnerzahl von 568 ermittelt.

## Geografie
Glenville liegt im Süden von Minnesota am Shell Rock River, einem Nebenfluss des Cedar River. Der Ort liegt auf 43°34′21″ nördlicher Breite, 93°16′53″ westlicher Länge und erstreckt sich über 3,06 km².
Benachbarte Orte von Glenville sind Hayward (11,7 km nördlich), Myrtle (10,6 km östlich), Northwood in Iowa (15,6 km südsüdöstlich), Twin Lakes (12,8 km westlich) und Albert Lea (11,8 km nordwestlich).
Die nächstgelegenen größeren Städte sind Minneapolis (166 km nördlich), Minnesotas Hauptstadt Saint Paul (172 km in der gleichen Richtung), Rochester (103 km nordöstlich), Iowas Hauptstadt Des Moines (236 km südlich) und Sioux Falls in South Dakota (298 km westlich).

## Verkehr
Entlang des südwestlichen Ortsrandes verläuft für den Fernverkehr der U.S. Highway 65.  Alle weiteren Straßen sind untergeordnete Landstraßen, teils unbefestigte Fahrwege sowie innerörtliche Verbindungsstraßen.
In Glenville treffen zwei Nebenstrecken für den Eisenbahngüterverkehr zusammen.
Mit dem Albert Lea Municipal Airport befindet sich 19,5 km nordwestlich ein kleiner Regionalflughafen. Der nächste Großflughafen ist der Minneapolis-Saint Paul International Airport (160 km nördlich).

## Demografische Daten
Nach der Volkszählung im Jahr 2010 lebten in Glenville 643 Menschen in 278 Haushalten. Die Bevölkerungsdichte betrug 210,1 Einwohner pro Quadratkilometer. In den 278 Haushalten lebten statistisch je 2,31 Personen.
Ethnisch betrachtet setzte sich die Bevölkerung zusammen aus 98,0 Prozent Weißen, 0,8 Prozent Asiaten sowie 0,9 Prozent aus anderen ethnischen Gruppen; 0,3 Prozent stammten von zwei oder mehr Ethnien ab. Unabhängig von der ethnischen Zugehörigkeit waren 2,3 Prozent der Bevölkerung spanischer oder lateinamerikanischer Abstammung.
21,3 Prozent der Bevölkerung waren unter 18 Jahre alt, 59,3 Prozent waren zwischen 18 und 64 und 19,4 Prozent waren 65 Jahre oder älter. 51,0 Prozent der Bevölkerung war weiblich.

Das mittlere jährliche Einkommen eines Haushalts lag bei 42.188 USD. Das Pro-Kopf-Einkommen betrug 21.106 USD. 6,4 Prozent der Einwohner lebten unterhalb der Armutsgrenze.